# Пятилетка (Удмуртия)
Пятилетка — упразднённый посёлок Завьяловского района Республики Удмуртии Российской Федерации, вошедший в 1966 году в черту города Ижевска.
Ныне территория жилого района А-10 в Первомайском районе.

## Название
Прежние названия: совхоз им. 5 лет УАССР, посёлок	Совхозный.
Остановка наземного транспорта «Совхоз 5 лет УАССР» сохраняет старый топоним.

## География
Находится в 5,4 км юго-восточнее Администрации г. Ижевска, в 5,0 км юго-восточнее-восточнее Свято-Михайловского Собора, по правому склону долины р. Позимь в её нижнем течении.

## История
В 1937 году совхоз им. 5 лет УАССР становится центром Чемошурского сельсовета.
Указом Президиума Верховного Совета РСФСР от 16.04.1940 г. земли совхоза «им. 5 лет УАССР» включены в городскую черту г. Ижевска.
К 1955 году совхоз переименован в посёлок Совхозный.
Указом Президиума Верховного Совета УАССР от 6 июня 1959 года присвоены названия на территории учебного хозяйства Ижевского сельскохозяйственного института посёлкам Фермы № 1 — Пятилетка и Фермы № 3 — Первомайский. Центр Чемошурского сельского совета — п. Пятилетка.
Постановлением Президиума Верховного Совета УАССР от 9 июля 1966 года и указом Президиума Верховного Совета РСФСР от 17 октября 1966 года некоторые посёлки, в том числе и п. Пятилетка, а также земельные участки общей площадью 140 га, отведённые под строительство промышленных объектов города, включены в городскую черту г. Ижевска..
Центр сельсовета переносится в посёлок Первомайский и он переименовывается в Первомайский сельсовет.